# Elis Bakaj
Elis Flamur Bakaj (Tirana, 25 giugno 1987) è un ex calciatore albanese, di ruolo centrocampista o attaccante.

## Carriera

### Club
Il 27 febbraio 2012 viene acquistato in prestito oneroso per 85.000 euro dal Čornomorec', squadra militante nella massima serie del campionato ucraino. Terminato il prestito viene acquistato a titolo definitivo dalla squadra ucraina.
Ha debuttato in una competizione internazionale, l'Europa League con la maglia del Čornomorec' nella stagione 2013-2014.
Il 1º luglio 2016 viene acquistato a titolo definitivo dalla squadra croata dell'RNK Spalato.

### Nazionale
Dopo aver giocato nelle varie nazionali giovanili, ha debuttato con la maglia della nazionale maggiore nel 2007.

## Statistiche

### Presenze e reti nei club
Statistiche aggiornate al 8 agosto 2019.
| Stagione                 | Squadra                  | Campionato               | Campionato | Campionato | Coppe nazionali | Coppe nazionali | Coppe nazionali | Coppe continentali | Coppe continentali | Coppe continentali | Altre coppe | Altre coppe | Altre coppe | Totale | Totale |
| Stagione                 | Squadra                  | Comp                     | Pres       | Reti       | Comp            | Pres            | Reti            | Comp               | Pres               | Reti               | Comp        | Pres        | Reti        | Pres   | Reti   |
| ------------------------ | ------------------------ | ------------------------ | ---------- | ---------- | --------------- | --------------- | --------------- | ------------------ | ------------------ | ------------------ | ----------- | ----------- | ----------- | ------ | ------ |
| 2003-2004                | Partizani Tirana         | KS                       | 8          | 0          | CA              | 0               | 0               | -                  | -                  | -                  | -           | -           | -           | 8      | 0      |
| 2004-2005                | Partizani Tirana         | KS                       | 32         | 1          | CA              | 0               | 0               | CU                 | 2                  | 0                  | SA          | 1           | 0           | 35     | 1      |
| 2005-2006                | Partizani Tirana         | KS                       | 26         | 3          | CA              | 0               | 0               | -                  | -                  | -                  | -           | -           | -           | 26     | 3      |
| 2006-2007                | Partizani Tirana         | KS                       | 29         | 5          | CA              | 0               | 0               | CU                 | 2                  | 1                  | -           | -           | -           | 31     | 6      |
| 2007-2008                | Partizani Tirana         | KS                       | 29         | 12         | CA              | 1               | 1               | -                  | -                  | -                  | -           | -           | -           | 30     | 13     |
| 2008-gen. 2009           | Partizani Tirana         | KS                       | 12         | 2          | CA              | 2               | 1               | CU                 | 2                  | 0                  | -           | -           | -           | 16     | 3      |
| Totale Partizani Tirana  | Totale Partizani Tirana  | Totale Partizani Tirana  | 136        | 23         |                 | 3               | 2               |                    | 6                  | 1                  |             | 1           | 0           | 146    | 26     |
| gen.-giu. 2009           | Dinamo Tirana            | KS                       | 13         | 4          | CA              | 1               | 0               | -                  | -                  | -                  | -           | -           | -           | 14     | 4      |
| 2009-2010                | Dinamo Tirana            | KS                       | 29         | 15         | CA              | 3               | 1               | UEL                | 2                  | 0                  | -           | -           | -           | 34     | 16     |
| 2010-gen. 2011           | Dinamo Tirana            | KS                       | 16         | 11         | CA              | 1               | 3               | UCL                | 1                  | 0                  | SA          | 1           | 1           | 19     | 15     |
| Totale Dinamo Tirana     | Totale Dinamo Tirana     | Totale Dinamo Tirana     | 58         | 30         |                 | 5               | 4               |                    | 3                  | 0                  |             | 1           | 1           | 67     | 35     |
| gen.-giu. 2011           | Dinamo Bucarest          | L1                       | 16         | 4          | CR              | 3               | 0               | -                  | -                  | -                  | -           | -           | -           | 19     | 4      |
| 2011-gen. 2012           | Dinamo Bucarest          | L1                       | 11         | 1          | CR              | 2               | 0               | UEL                | 1                  | 0                  | -           | -           | -           | 14     | 1      |
| Totale Dinamo Bucarest   | Totale Dinamo Bucarest   | Totale Dinamo Bucarest   | 27         | 5          |                 | 5               | 0               |                    | 1                  | 0                  |             | -           | -           | 33     | 5      |
| gen.-giu. 2012           | Čornomorec'              | PL                       | 10         | 3          | CU              | 1               | 1               | -                  | -                  | -                  | -           | -           | -           | 11     | 4      |
| 2012-2013                | Čornomorec'              | PL                       | 19         | 5          | CU              | 2               | 1               | -                  | -                  | -                  | -           | -           | -           | 21     | 6      |
| 2013-mar. 2014           | Čornomorec'              | PL                       | 4          | 1          | CU              | 1               | 1               | UEL                | 3                  | 0                  | SU          | 1           | 0           | 9      | 2      |
| Totale Čornomorec'       | Totale Čornomorec'       | Totale Čornomorec'       | 33         | 9          |                 | 4               | 3               |                    | 3                  | 0                  |             | 1           | 0           | 41     | 12     |
| mar.-giu. 2014           | Kukësi                   | KS                       | 0          | 0          | CA              | 0               | 0               | UEL                | -                  | -                  | -           | -           | -           | 0      | 0      |
| 2014-2015                | Tirana                   | KS                       | 27         | 13         | CA              | 5               | 2               | -                  | -                  | -                  | -           | -           | -           | 32     | 15     |
| lug.-ago. 2015           | Hapoel Ra'anana          | LhA                      | 1          | 0          | CI+CdL          | 0+4             | 1               | -                  | -                  | -                  | -           | -           | -           | 5      | 1      |
| 2015-2016                | Tirana                   | KS                       | 27         | 14         | CA              | 3               | 1               | -                  | -                  | -                  | -           | -           | -           | 30     | 15     |
| Totale Tirana            | Totale Tirana            | Totale Tirana            | 54         | 27         |                 | 8               | 3               |                    | -                  | -                  |             | -           | -           | 62     | 30     |
| 2016-gen. 2017           | RNK Spalato              | 1. HNL                   | 10         | 1          | CC              | 0               | 0               | -                  | -                  | -                  | -           | -           | -           | 10     | 1      |
| gen.-giu. 2017           | Vllaznia                 | KS                       | 14         | 6          | CA              | 2               | 0               | -                  | -                  | -                  | -           | -           | -           | 16     | 6      |
| 2017-mar. 2018           | Kukësi                   | KS                       | 20         | 12         | CA              | 4               | 0               | UCL                | -                  | -                  | SA          | 1           | 0           | 25     | 12     |
| Totale Kukësi            | Totale Kukësi            | Totale Kukësi            | 20         | 12         |                 | 4               | 0               |                    | -                  | -                  |             | 1           | 0           | 25     | 12     |
| mar.-dic. 2018           | Šachcër Salihorsk        | VL                       | 27         | 9          | CB              | 1               | 0               | UEL                | 4                  | 3                  | -           | -           | -           | 32     | 12     |
| 2019                     | Šachcër Salihorsk        | VL                       | 13         | 6          | CB              | 4               | 4               | UEL                | 5                  | 1                  | -           | -           | -           | 22     | 11     |
| Totale Šachcër Salihorsk | Totale Šachcër Salihorsk | Totale Šachcër Salihorsk | 40         | 15         |                 | 5               | 4               |                    | 9                  | 4                  |             | -           | -           | 54     | 23     |
| Totale carriera          | Totale carriera          | Totale carriera          | 393        | 128        |                 | 40              | 17              |                    | 22                 | 5                  |             | 4           | 1           | 459    | 151    |

### Cronologia presenze e reti in nazionale
| Cronologia completa delle presenze e delle reti in nazionale ― Albania | Cronologia completa delle presenze e delle reti in nazionale ― Albania | Cronologia completa delle presenze e delle reti in nazionale ― Albania | Cronologia completa delle presenze e delle reti in nazionale ― Albania | Cronologia completa delle presenze e delle reti in nazionale ― Albania | Cronologia completa delle presenze e delle reti in nazionale ― Albania | Cronologia completa delle presenze e delle reti in nazionale ― Albania | Cronologia completa delle presenze e delle reti in nazionale ― Albania |
| Data                                                                   | Città                                                                  | In casa                                                                | Risultato                                                              | Ospiti                                                                 | Competizione                                                           | Reti                                                                   | Note                                                                   |
| ---------------------------------------------------------------------- | ---------------------------------------------------------------------- | ---------------------------------------------------------------------- | ---------------------------------------------------------------------- | ---------------------------------------------------------------------- | ---------------------------------------------------------------------- | ---------------------------------------------------------------------- | ---------------------------------------------------------------------- |
| 21-11-2007                                                             | Bucarest                                                               | Romania                                                                | 6 – 1                                                                  | Albania                                                                | Qual. Euro 2008                                                        | -                                                                      | 83’                                                                    |
| 20-8-2008                                                              | Tirana                                                                 | Albania                                                                | 2 – 0                                                                  | Liechtenstein                                                          | Amichevole                                                             | -                                                                      | 46’                                                                    |
| 28-3-2009                                                              | Tirana                                                                 | Albania                                                                | 0 – 1                                                                  | Ungheria                                                               | Qual. Mondiali 2010                                                    | -                                                                      | 70’                                                                    |
| 12-8-2009                                                              | Tirana                                                                 | Albania                                                                | 6 – 1                                                                  | Cipro                                                                  | Amichevole                                                             | -                                                                      | 73’                                                                    |
| 14-11-2009                                                             | Tallinn                                                                | Estonia                                                                | 0 – 0                                                                  | Albania                                                                | Amichevole                                                             | -                                                                      | 71’                                                                    |
| 3-3-2010                                                               | Tirana                                                                 | Albania                                                                | 1 – 0                                                                  | Irlanda del Nord                                                       | Amichevole                                                             | -                                                                      | 78’                                                                    |
| 25-5-2010                                                              | Podgorica                                                              | Montenegro                                                             | 0 – 1                                                                  | Albania                                                                | Amichevole                                                             | -                                                                      | 81’                                                                    |
| 2-6-2010                                                               | Tirana                                                                 | Albania                                                                | 1 – 0                                                                  | Andorra                                                                | Amichevole                                                             | -                                                                      | 58’                                                                    |
| 11-8-2010                                                              | Durazzo                                                                | Albania                                                                | 1 – 0                                                                  | Uzbekistan                                                             | Amichevole                                                             | -                                                                      | 62’                                                                    |
| 12-10-2010                                                             | Minsk                                                                  | Bielorussia                                                            | 2 – 0                                                                  | Albania                                                                | Qual. Euro 2012                                                        | -                                                                      | 76’                                                                    |
| 17-11-2010                                                             | Coriza                                                                 | Albania                                                                | 0 – 0                                                                  | Macedonia                                                              | Amichevole                                                             | -                                                                      | 55’                                                                    |
| 9-2-2011                                                               | Tirana                                                                 | Albania                                                                | 1 – 2                                                                  | Slovenia                                                               | Amichevole                                                             | -                                                                      | 63’                                                                    |
| 26-3-2011                                                              | Tirana                                                                 | Albania                                                                | 1 – 0                                                                  | Bielorussia                                                            | Qual. Euro 2012                                                        | -                                                                      | 75’                                                                    |
| 20-6-2011                                                              | Buenos Aires                                                           | Argentina                                                              | 4 – 0                                                                  | Albania                                                                | Amichevole                                                             | -                                                                      | 29’ 67’                                                                |
| 10-8-2011                                                              | Scutari                                                                | Albania                                                                | 3 – 2                                                                  | Montenegro                                                             | Amichevole                                                             | -                                                                      | 53’                                                                    |
| 2-9-2011                                                               | Tirana                                                                 | Albania                                                                | 1 – 2                                                                  | Francia                                                                | Qual. Euro 2012                                                        | -                                                                      | 70’                                                                    |
| 6-9-2011                                                               | Lussemburgo                                                            | Lussemburgo                                                            | 2 – 1                                                                  | Albania                                                                | Qual. Euro 2012                                                        | -                                                                      | 46’                                                                    |
| 7-10-2011                                                              | Saint-Denis                                                            | Francia                                                                | 3 – 0                                                                  | Albania                                                                | Qual. Euro 2012                                                        | -                                                                      | 63’                                                                    |
| 11-10-2011                                                             | Tirana                                                                 | Albania                                                                | 1 – 1                                                                  | Romania                                                                | Qual. Euro 2012                                                        | -                                                                      | 67’                                                                    |
| 11-11-2011                                                             | Tirana                                                                 | Albania                                                                | 0 – 1                                                                  | Azerbaigian                                                            | Amichevole                                                             | -                                                                      | 72’                                                                    |
| 15-11-2011                                                             | Prilep                                                                 | Macedonia                                                              | 0 – 0                                                                  | Albania                                                                | Amichevole                                                             | -                                                                      | 36’                                                                    |
| 29-2-2012                                                              | Tbilisi                                                                | Georgia                                                                | 2 – 1                                                                  | Albania                                                                | Amichevole                                                             | -                                                                      | 76’                                                                    |
| 22-5-2012                                                              | Madrid                                                                 | Qatar                                                                  | 1 – 2                                                                  | Albania                                                                | Amichevole                                                             | 1                                                                      | 61’                                                                    |
| 27-5-2012                                                              | Istanbul                                                               | Albania                                                                | 1 – 0                                                                  | Iran                                                                   | Amichevole                                                             | -                                                                      | 79’                                                                    |
| 15-8-2012                                                              | Tirana                                                                 | Albania                                                                | 0 – 0                                                                  | Moldavia                                                               | Amichevole                                                             | -                                                                      | 53’                                                                    |
| 14-11-2012                                                             | Lancy                                                                  | Albania                                                                | 0 – 0                                                                  | Camerun                                                                | Amichevole                                                             | -                                                                      | 59’                                                                    |
| 6-2-2013                                                               | Tirana                                                                 | Albania                                                                | 1 – 2                                                                  | Georgia                                                                | Amichevole                                                             | -                                                                      | 55’                                                                    |
| Totale                                                                 |                                                                        | Presenze                                                               | 27                                                                     |                                                                        | Reti                                                                   | 1                                                                      |                                                                        |

## Palmarès

### Club
- Coppa d'Albania: 1

Partizani Tirana: 2003-2004
- Supercoppa d'Albania: 1

Partizani Tirana: 2004
- Campionato albanese: 1

Dinamo Tirana: 2009-2010
- Coppa di Romania: 1

Dinamo Bucarest: 2011-2012
- Supercoppa di Bielorussia: 1

Dinamo Brest: 2020

### Individuale
- Calciatore albanese dell'anno: 1

2010